# Alfa Compagnie 20 Natresbataljon
De Alfa Compagnie 20 Natresbataljon IBB KNR (Infanterie bewaken en beveiligen Korps Nationale reserve) is een Nederlandse militaire eenheid (compagnie) die geheel bestaat uit reservisten. Het 20 Natresbataljon (IBB KNR) is een van de drie regionale bataljons van het Korps Nationale Reserve (Natres).

## Logo en credo
Op het logo staat de ijsbeer voor het Natres wapenschild opgesteld, dit omdat de Alfa Compagnie onderdeel uitmaakt van het 20 Natresbataljon en van het korps Nationale Reserve. De ijsbeer bewaakt en beveiligt als het ware zijn afkomst, de achterliggende eenheden en Nederland. In de natuur zal een ijsbeer altijd haar eigen familie beschermen, ongeacht de gevolgen. De vooruitgestoken poot van de ijsbeer symboliseert de strijdvaardigheid van de compagnie. Er is gekozen voor ijsbeer om de herinnering aan de Polar Bear Division in leven te houden. Deze divisie, de 49e (West Riding) Infanteriedivisie, vocht onder het bevel van Generaal Montgomery aan de linkerflank van de geallieerden tijdens de bevrijding van Europa in de Tweede Wereldoorlog. Om die reden toont de ijsbeer zijn linker poot. De poot staat tevens voor de compagniestaf, die de compagnie leidt en ondersteunt. De vijf klauwen staan op hun beurt voor de vijf pelotons. De kleur van de ogen en klauwen van de ijsbeer is gelijk aan de kleur van de baret van 11 Luchtmobiele Brigade. Daarmee symboliseert de compagnie zijn verbondenheid met 11 Luchtmobiel. De ogen staan voor de gelijke mentaliteit en klauwen staan voor de vijf inzetbare pelotons.
Gelidus optimus, het credo van de compagnie, in het Latijn geschreven, betekent in het Nederlands: IJskoud de beste.